# Universidade Técnica de Angola
A Universidade Técnica de Angola (UTANGA) é uma universidade angolana com sede no bairro do Capolo II, Quilamba Quiaxi, na província de Luanda.

## História
Por meio do decreto nº 29/07, de 7 de maio de 2007, o Conselho de Ministros autorizou o funcionamento da Universidade Técnica de Angola (UTANGA).

## Instituições orgânicas
As unidades orgânicas ofertam os seguintes cursos:

### Faculdade de Engenharias
Em nível de graduação, em 2017, ministrava os cursos de:
- Arquitectura e Urbanismo
- Engenharia de Telecomunicações e Electrónica
- Engenharia de Geologia e Minas
- Engenharia Civil
- Engenharia do Ambiente
- Engenharia Informática
- Engenharia de Minas

### Faculdade de Letras e Ciências Sociais
Em nível de graduação, em 2017, ministrava os cursos de:
- Relações Internacionais
- Psicologia
- Língua e Literatura Inglesa
- Direito

### Faculdade de Gestão e Ciências Económicas
Em nível de graduação, em 2017, ministrava os cursos de:
- Gestão
- Contabilidade e Finanças

## Infraestrutura
O Campus Universitário Joaquim Pessoa, sede da UTANGA, está localizada no Capolo II, no município de Quilamba Quiaxi, na província de Luanda, às margens da rua A4, nº 14 próximo da nova Instalação da Direcção Nacional de Viação e Trânsito; há também o Campus Universitário de Viana, na estrada Camama-Quicuxi.